# Bermel
Bermel ist eine Ortsgemeinde im Landkreis Mayen-Koblenz in Rheinland-Pfalz. Sie gehört der Verbandsgemeinde Vordereifel an, die ihren Verwaltungssitz in Mayen hat.

## Geographie
Die Gemeinde liegt in der Osteifel. Im Norden bildet der Elzbach die Gemeindegrenze. Außer dem namengebenden Ort gibt es den Ortsteil Fensterseifen sowie die Wohnplätze Bermelermühle, Buchenhöfe und Heunenhof. Der Ortsteil Güttgeshof ist seit Jahrzehnten mit dem Dorf zusammengewachsen.

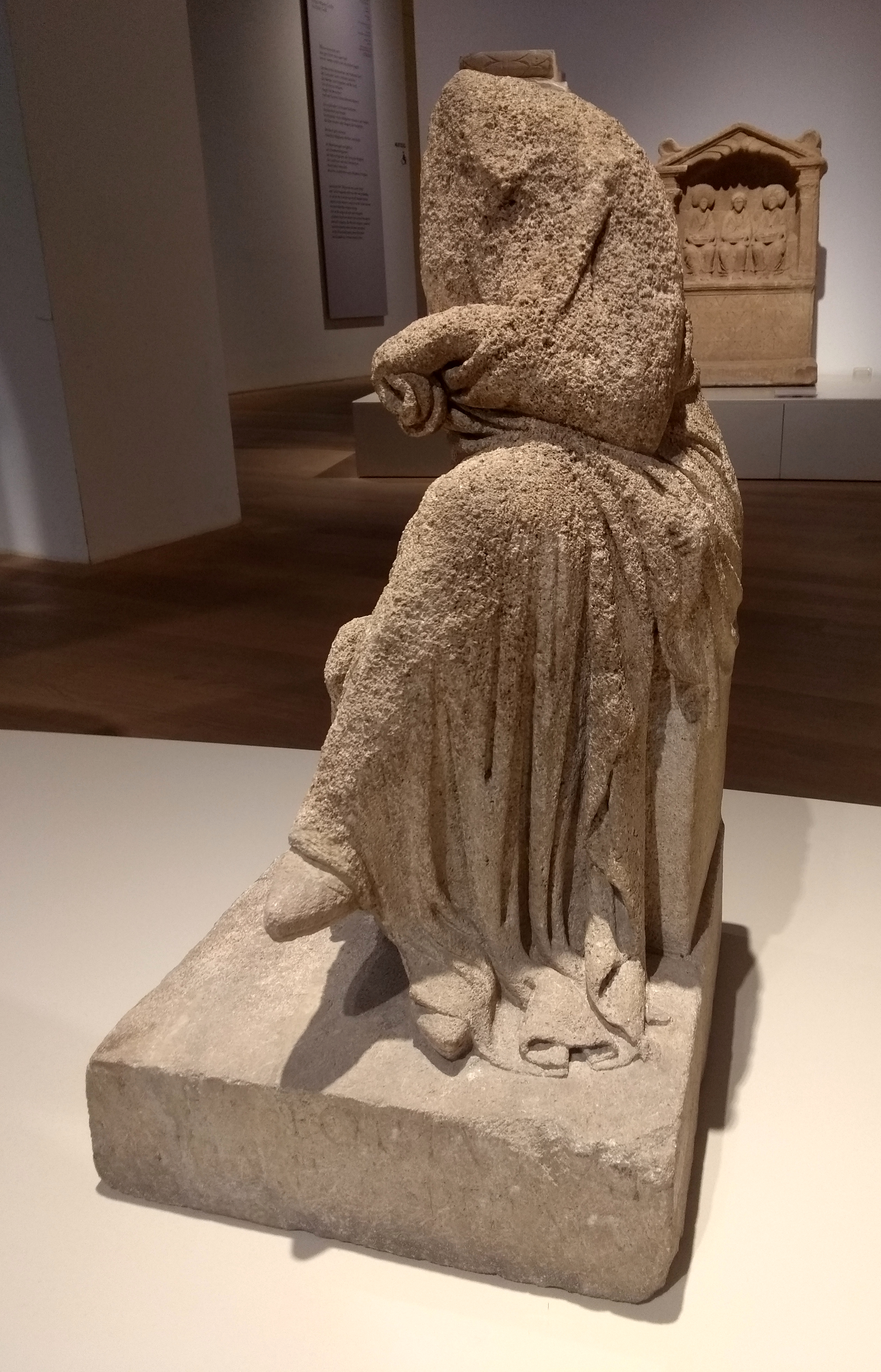
Fortuna-Statue aus Bermel im Rheinischen Landesmuseum Bonn

## Geschichte
In römischer Zeit befand sich auf dem Gebiet des heutigen Ortes Bermel ein Gutshof. Reste einer römischen Badeanlage sind erhalten. Im Elztal unterhalb von Bermel werden die Grundmauern der römerzeitlichen Ansiedlung zurzeit ausgegraben. 1903 wurden eine Statue der sitzenden Göttin Fortuna mit Weiheinschrift des M(arcus) Firmius Speratus und Bruchstücke einer Venusstatue gefunden, die sich heute im Rheinischen Landesmuseum in Bonn befinden.
Bermel gehörte bis zum Ende des 18. Jahrhunderts zum kurtrierischen Amt Monreal und zum Hochgericht Masburg. Das Hochgericht Masburg war ein Lehen der Grafen von Virneburg. Im Trierer Feuerbuch aus dem Jahr 1563 sind 13 Feuerstellen (Haushalte) in Bermel verzeichnet.

## Politik

### Gemeinderat
Der Gemeinderat in Bermel besteht aus acht Ratsmitgliedern, die bei der Kommunalwahl am 9. Juni 2024 in einer Mehrheitswahl gewählt wurden, und dem ehrenamtlichen Ortsbürgermeister als Vorsitzendem.

### Bürgermeister
Eric Peiter wurde am 29. August 2024 Ortsbürgermeister von Bermel. Da für die Direktwahl am 9. Juni 2024 kein Wahlvorschlag eingereicht wurde, oblag die Neuwahl des Bürgermeisters gemäß rheinland-pfälzischer Gemeindeordnung dem Rat, der auf seiner konstituierenden Sitzung Eric Peiter wählte.
Peiters Vorgänger Hans-Peter Isbert war seit 2004 im Amt. Für sein 30 Jahre langes ehrenamtliches Wirken im Gemeinderat und als Ortsbürgermeister wurde Hans-Peter Isbert vom Bürgermeister der Verbandsgemeinde Vordereifel Alfred Schomisch geehrt.

### Wappen
| Wappen von Bermel | Blasonierung: „Über rotem Schildfuß darin drei goldene Rauten, in Silber ein blauer, schräglinker Wellenbalken, oben ein grüner zweiblättriger Eichenzweig mit Eichel, unten ein blauer Schlägel mit Meißel gekreuzt.“ |
| Wappen von Bermel | |

## Sehenswürdigkeiten
In Bermel existiert ein Heimatmuseum.
Siehe auch Liste der Kulturdenkmäler in Bermel

## Naturschutzgebiet
Der frühere Basaltsteinbruch am Hochbermel (570 m) ist seit Ende der 1970er Jahre stillgelegt und steht inzwischen unter Naturschutz. In den letzten Jahren hat sich im Steinbruch und auf den Halden ein seltenes Biotop gebildet, viele verschiedene Amphibien haben hier und in dem angrenzenden Buchenhochwald ihre Heimat.

## Tourismus
Rund um den Hochbermel führt der ausgewiesene Wanderweg „Hochbermeler“.